# Skuhrov (district de Havlíčkův Brod)
Pour les articles homonymes, voir Skuhrov.
Skuhrov (en allemand : Skuchrow) est une commune du district de Havlíčkův Brod, dans la région de Vysočina, en Tchéquie. Sa population s'élevait à 279 habitants en 2020.

## Géographie
Skuhrov se trouve à 10 km à l'est-nord-est de Světlá nad Sázavou, à 10 km au nord-nord-ouest de Havlíčkův Brod, à 33 km au nord-nord-ouest de Jihlava et à 90 km à l'est-sud-est de Prague.
La commune est limitée par Kámen et Sedletín au nord, par Olešná au sud, et par Lučice, Malčín et Tis à l'ouest.

## Histoire
La première mention écrite du village date de 1352.

## Galerie

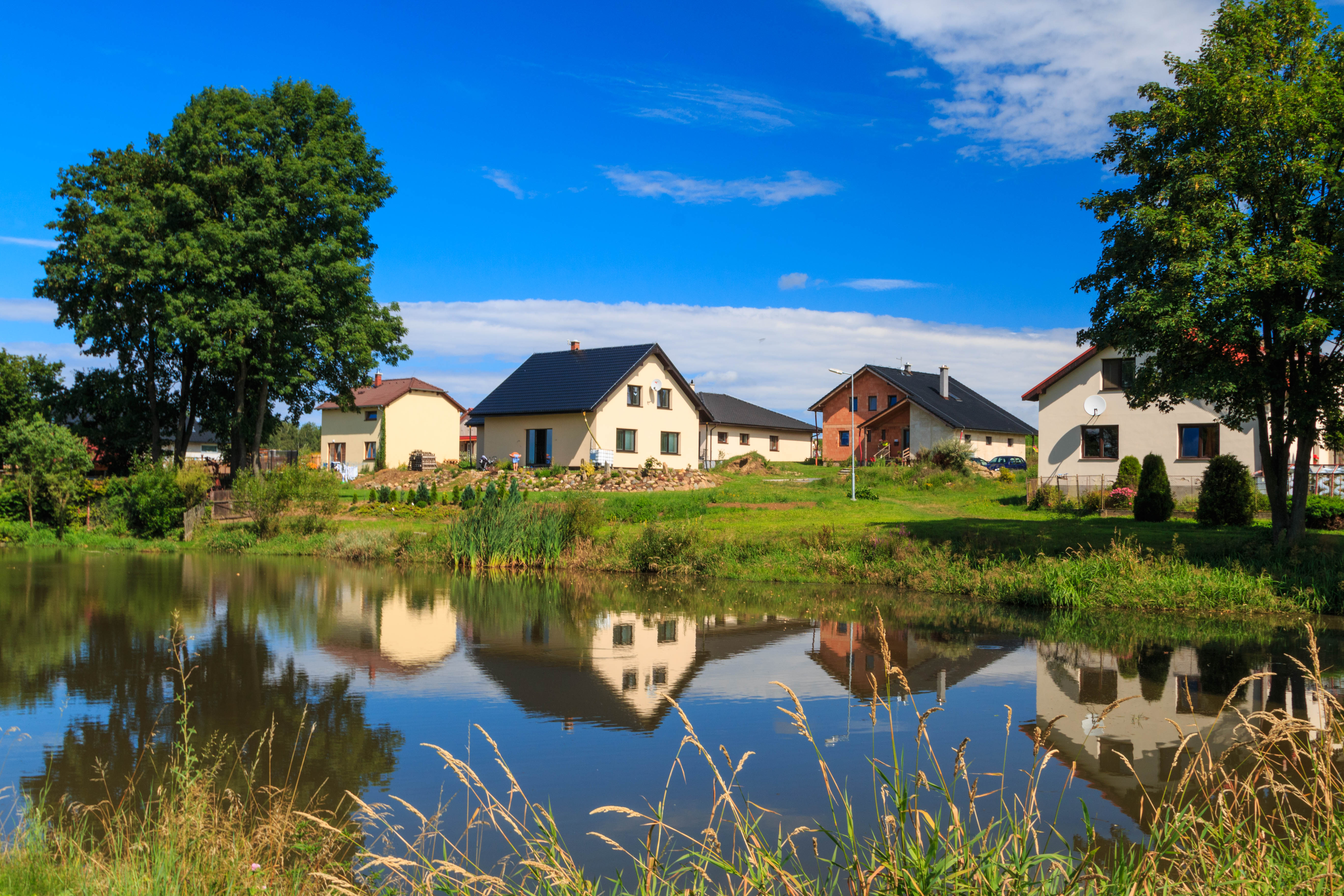
Étang à Skuhrov.
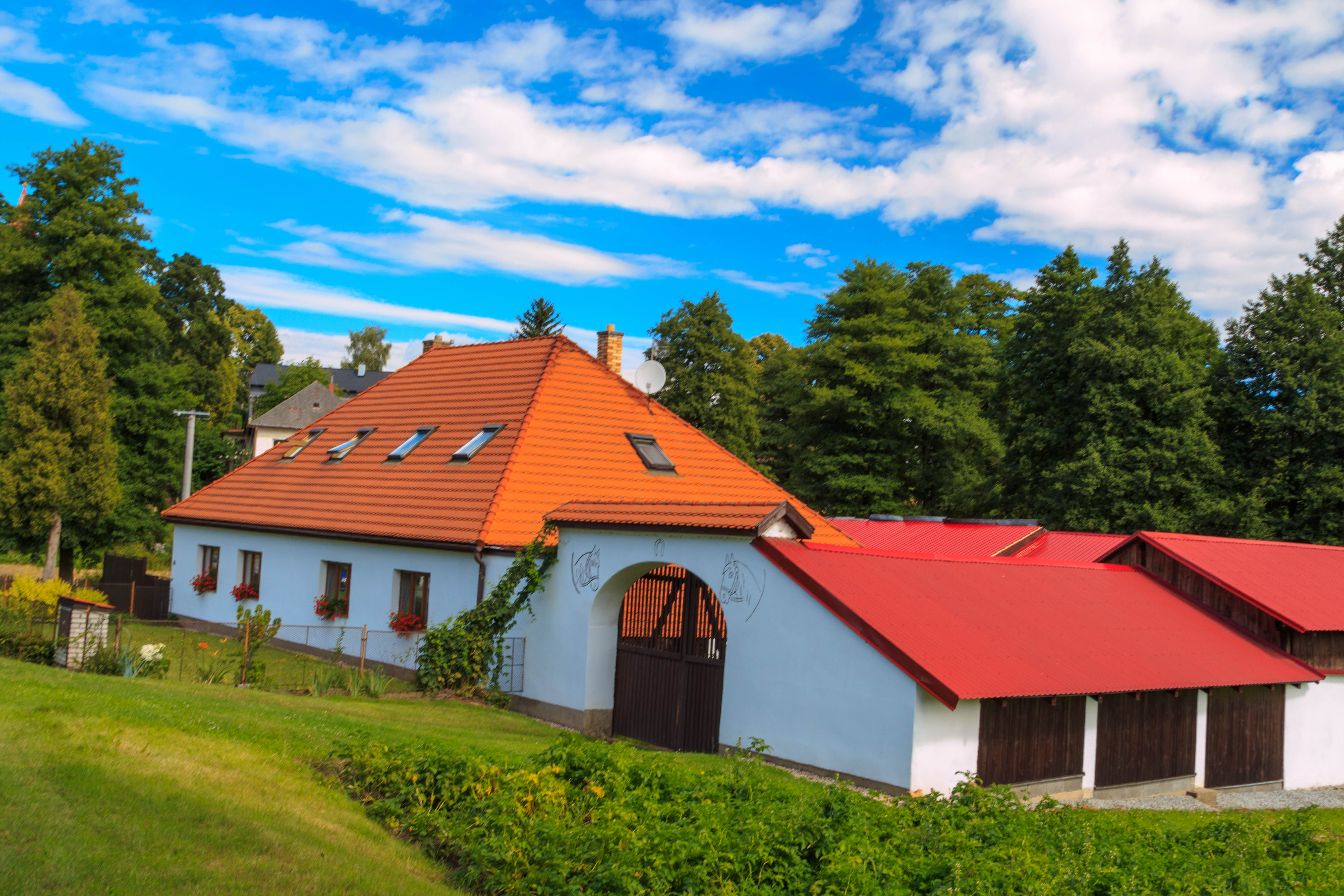
Maison rurale.